# 4234 Evtushenko
4234 Evtushenko eller 1978 JT1 är en asteroid i huvudbältet som upptäcktes den 6 maj 1978 av den rysk-sovjetiske astronomen Nikolaj Tjernych vid Krims astrofysiska observatorium på Krim. Den har fått sitt namn efter den ryske författaren och poeten Jevgenij Jevtusjenko.
Asteroiden har en diameter på ungefär 15 kilometer och den tillhör asteroidgruppen Themis.